# Бух (Шаффхаузен)
Бух (нем. Buch SH) — коммуна в Швейцарии, в кантоне Шаффхаузен. 
Население составляет 290 человек (на 31 декабря 2006 года). Официальный код — 2961.